# Stazione di Santa Giustina-Cesio
La stazione di Santa Giustina-Cesio è una stazione ferroviaria posta sulla linea Calalzo-Padova, a servizio della cittadina dei comuni di Santa Giustina, presso la quale è ubicata, e di Cesiomaggiore.
È gestita da Rete Ferroviaria Italiana. Nel dicembre 2020 la tratta tra Belluno e Feltre è stata chiusa per lavori di adattamento per l'elettrificazione, il fabbricato viaggiatori è rimasto invariato mentre i binari sono stati sostituiti con dei nuovi aventi traversine in cemento ed è stata realizzata una nuova banchina sul primo e secondo binario con un nuovo sottopasso che le collega.

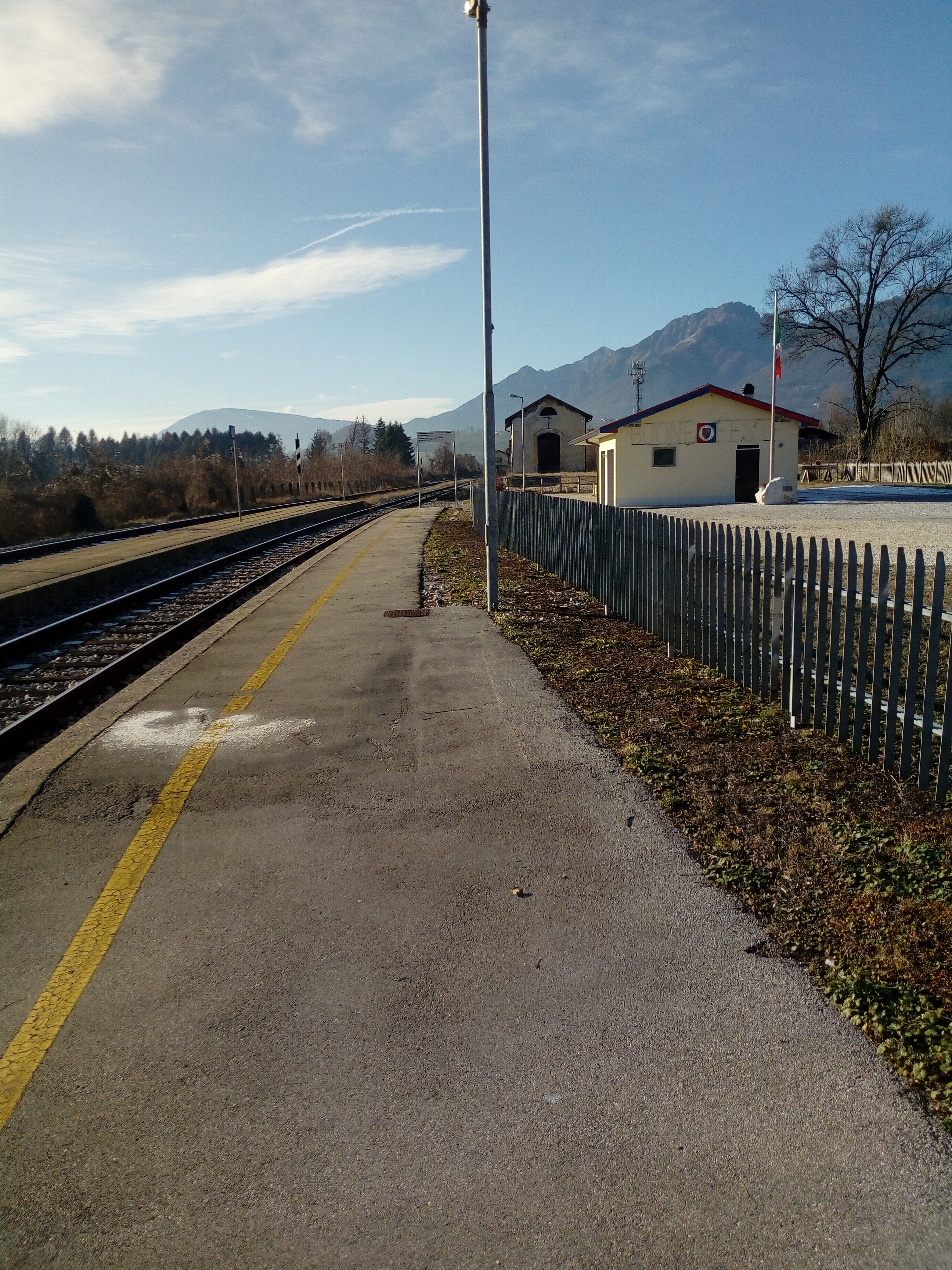
La stazione prima dei lavori

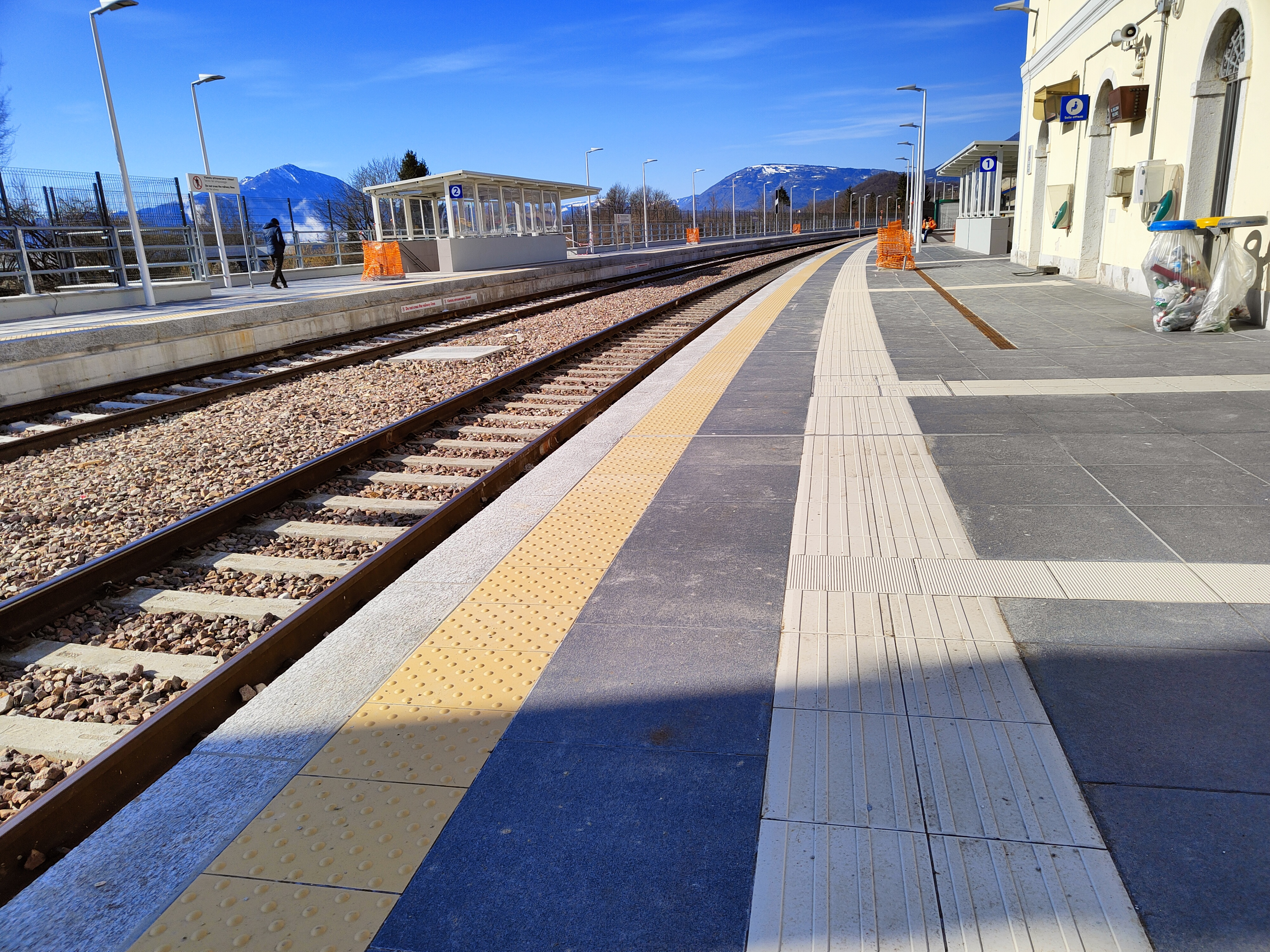
La stazione dopo i lavori

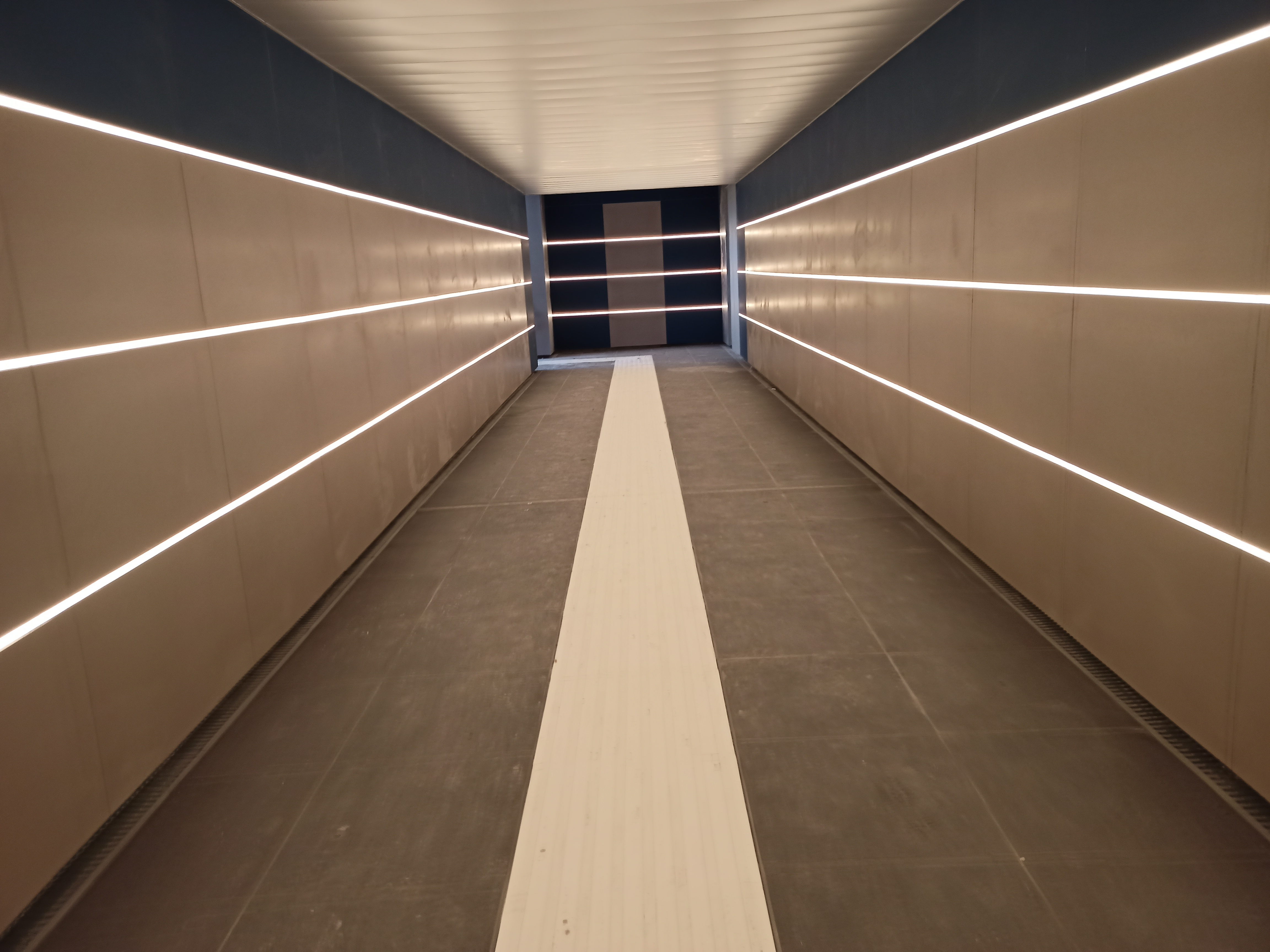
Nuovo sottopasso che collega le due banchine (a breve sarà installato un ascensore)

## Movimento
La stazione è servita da treni regionali svolti da Trenitalia nell'ambito del contratto di servizio stipulato con la Regione Veneto. Effettuano fermata tutti i treni per Belluno e per Treviso Centrale/Padova. Vi era raccordata una importante industria cartaria del luogo che generava un discreto traffico di carri merci.